# Groenewoud (Spijkenisse)

Wijk 04 Groenewoud en Gildenwijk

Groenewoud is een wijk in de Nederlandse plaats Spijkenisse, in de buurt van Rotterdam.
De wijk is gebouwd in 1963 en bestaat vooral uit hoogbouw ten noorden van de Eikenlaan en vooral uit eengezinswoningen ten zuiden van de Eikenlaan.

## Voorzieningen
In Groenewoud zijn de volgende voorzieningen voor de wijk en omgeving aanwezig:
- de Mgr. Bekkers (basisschool)
- de Piramide (basisschool)
- de Marimba (basisschool)
- Wijkcentrum
- Verzorgingstehuis
- Maranatha
- Winkelcentrum met diverse winkels en restaurants
- Skatepark

## Openbaar vervoer
In de wijk bevinden zich twee bushaltes (Eikenlaan en De Marckenburgh) van EBS die beiden worden bediend door lijn 87.

## Belangrijkste verbindingswegen in Groenewoud
- Eikenlaan
- Iepenlaan
- Beukenlaan
- Hazelaarstraat
- Lindenstraat

## Fotogalerij

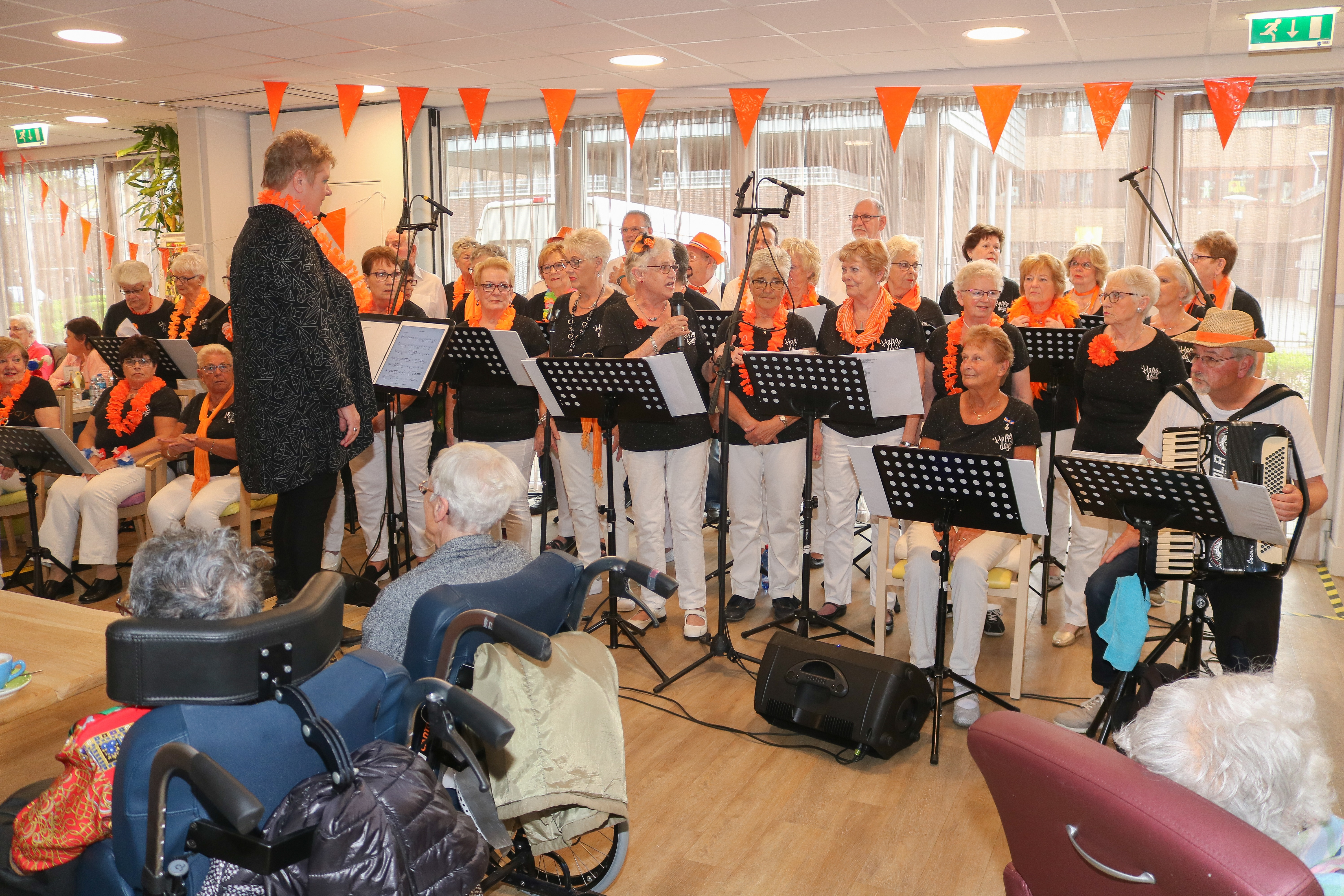
Zangkoor in bejaardencentrum Groenewoud Koningsdag (2018)
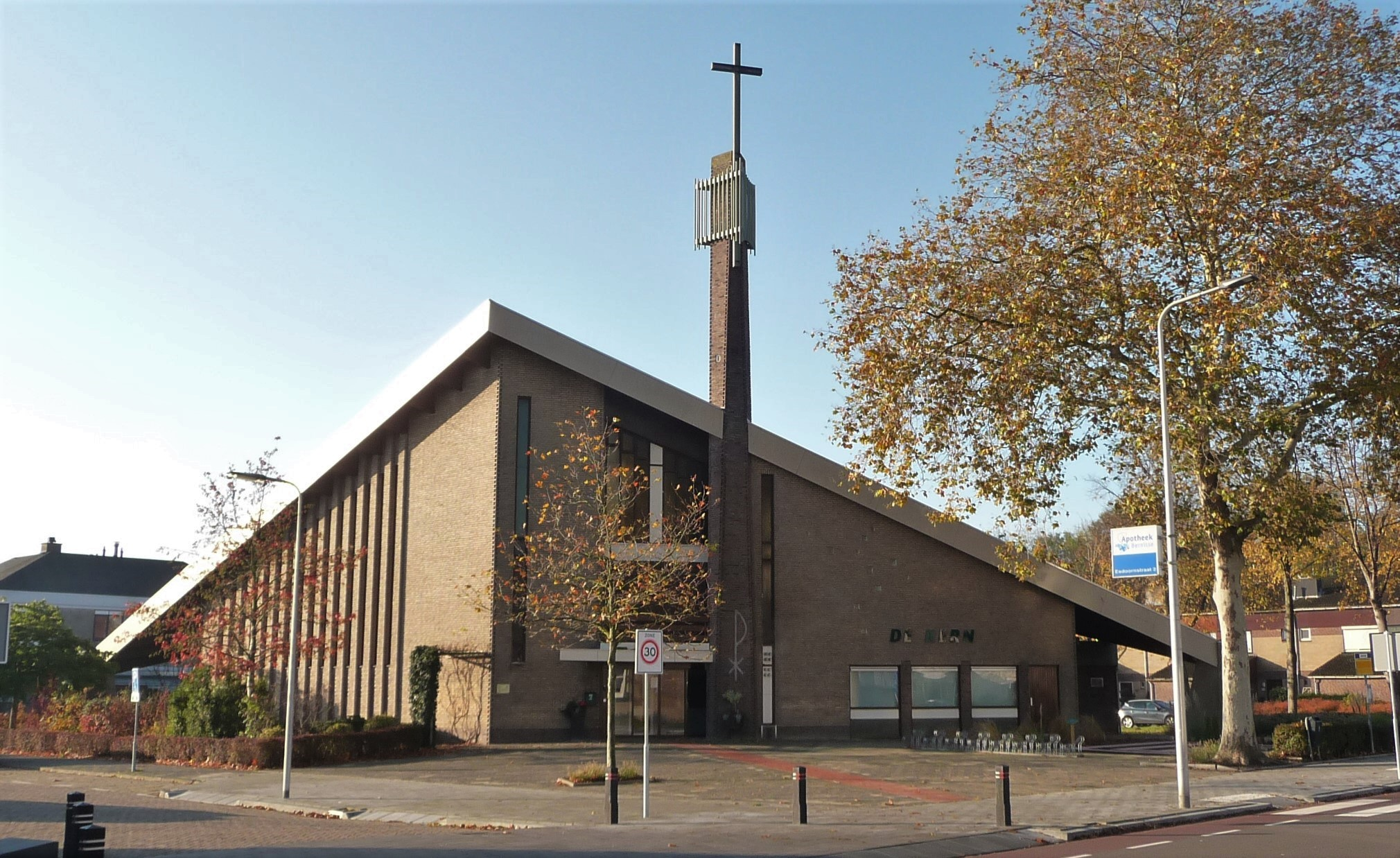
De Kern aan de Eikenlaan (2019)
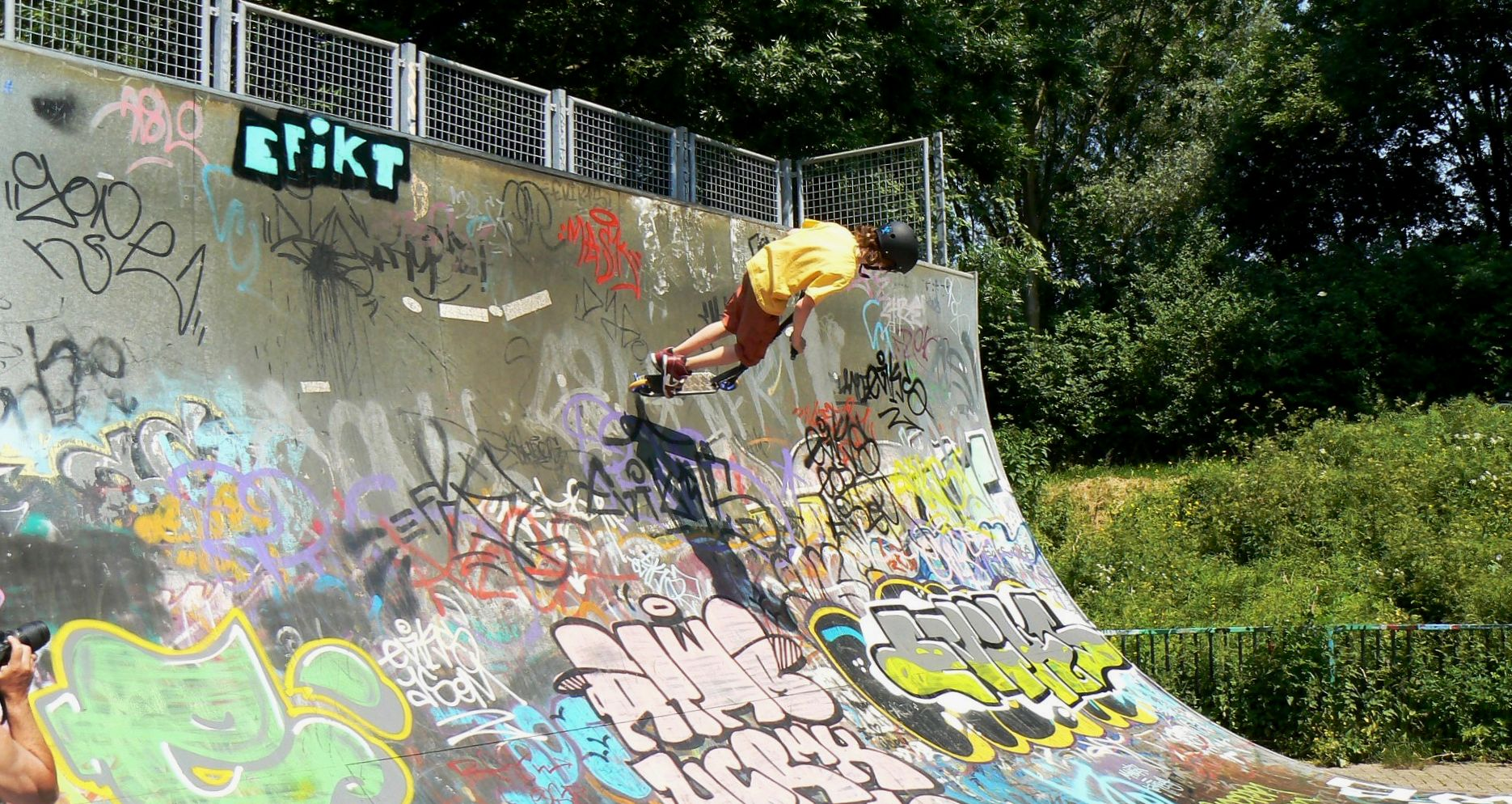
Skatepark Spike Groenewoud (2013)
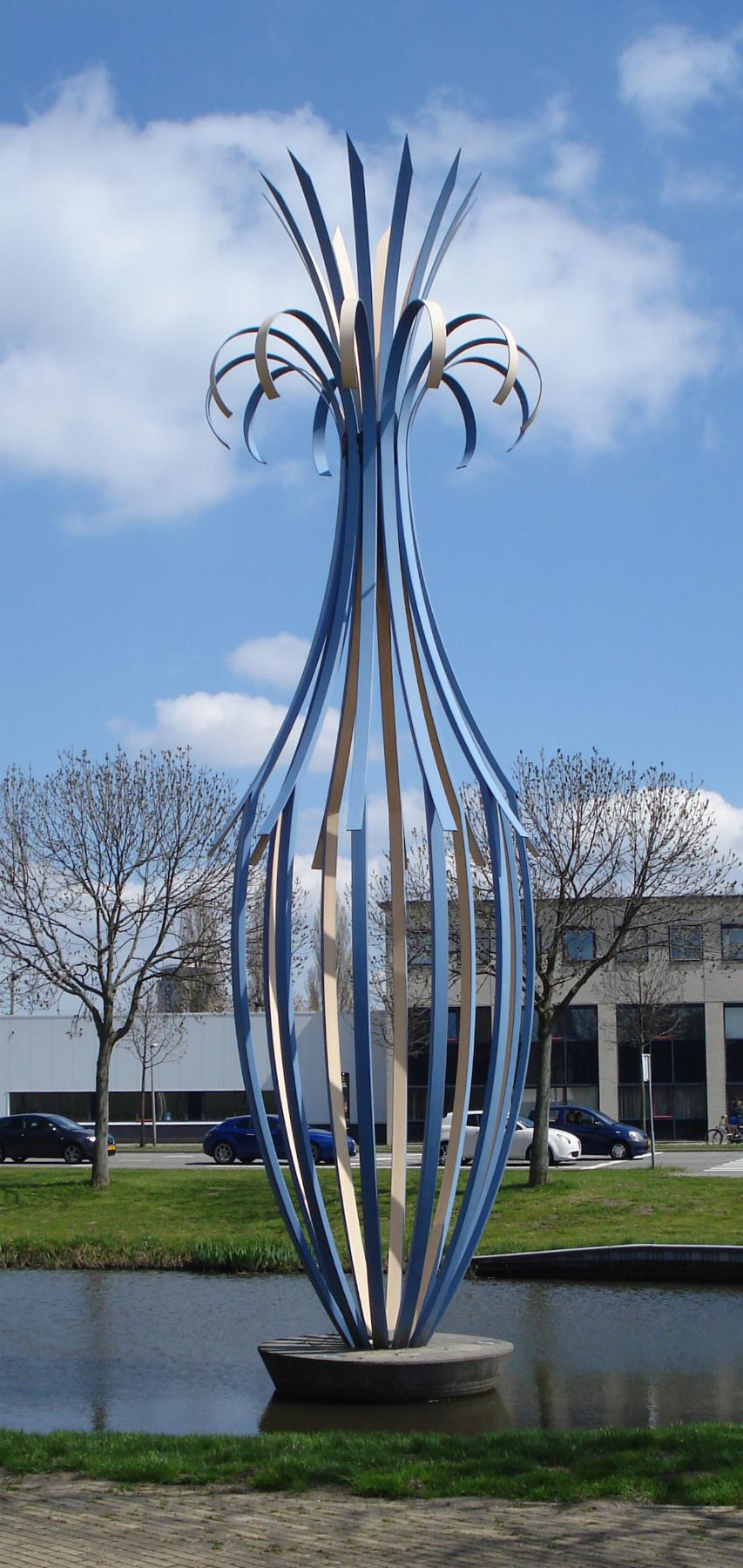
Glorie (uit 1998)